# Schleppbahn Liesing
| Um 1870: Industriebahn von Wagenmann & Seybel |                      |                                                                 |                                                                 |
| 1960–1990: Streckenskizze |                      |                                                                 |                                                                 |
| Streckenlänge: | 9,0 km               |                                                                 |                                                                 |
| Spurweite: | 1435 mm (Normalspur) |                                                                 |                                                                 |
| |                      |                                                                 |                                                                 |
| Bundesland: | Wien                 |                                                                 |                                                                 |
| \| \| \| Südbahn von Wiener Neustadt Hbf \| \| \| \| \| Landesgrenze Wien/Niederösterreich, Brücke über die Ketzergasse \| \| \| \| 0,000 \| Wien Liesing \| Wien Liesing \| \| \| \| Südbahn nach Wien Hauptbahnhof \| \| \| \| 0,050 \| Mühlbach, bis etwa 1885 \| Mühlbach, bis etwa 1885 \| \| \| 0,200 \| EK Franz-Parsche-Gasse \| EK Franz-Parsche-Gasse \| \| \| 0,250 \| EK Fußweg Karl-Sarg-Gasse \| EK Fußweg Karl-Sarg-Gasse \| \| \| 0,300 \| Abzweigung Akkumulatorenfabrik, später Südast \| Abzweigung Akkumulatorenfabrik, später Südast \| \| \| 0,350 \| EK Fußweg Seybel-Steg \| EK Fußweg Seybel-Steg \| \| \| 0,450 \| Mühlbach, bis etwa 1885 \| Mühlbach, bis etwa 1885 \| \| \| 0,460 \| EK Seybel-Gasse \| EK Seybel-Gasse \| \| \| 0,800 \| Fracht Gelände Industriegebiet Liesing \| Fracht Gelände Industriegebiet Liesing \| \| \| 1,500 \| Streckenende (ab 1968) \| Streckenende (ab 1968) \| \| \| 1,700 \| EK Seybel-Gasse/An den Steinfeldern \| EK Seybel-Gasse/An den Steinfeldern \| \| \| 1,800 \| Abzweigung Metallwerke Liesing \| Abzweigung Metallwerke Liesing \| \| \| 2,000 \| Automobilfabrik Gräf & Stift \| Automobilfabrik Gräf & Stift \| |                      |                                                                 |                                                                 |
| Strecke |                      | Südbahn von Wiener Neustadt Hbf                                 | Südbahn von Wiener Neustadt Hbf                                 |
| Grenze |                      | Landesgrenze Wien/Niederösterreich, Brücke über die Ketzergasse | Landesgrenze Wien/Niederösterreich, Brücke über die Ketzergasse |
| Bahnhof | 0,000                | Wien Liesing                                                    | Wien Liesing                                                    |
| Abzweig ehemals geradeaus und nach links |                      | Südbahn nach Wien Hauptbahnhof                                  | Südbahn nach Wien Hauptbahnhof                                  |
| Brücke über Wasserlauf (Strecke außer Betrieb) | 0,050                | Mühlbach, bis etwa 1885                                         | Mühlbach, bis etwa 1885                                         |
| Bahnübergang (Strecke außer Betrieb) | 0,200                | EK Franz-Parsche-Gasse                                          | EK Franz-Parsche-Gasse                                          |
| Bahnübergang (Strecke außer Betrieb) | 0,250                | EK Fußweg Karl-Sarg-Gasse                                       | EK Fußweg Karl-Sarg-Gasse                                       |
| Abzweig geradeaus und nach rechts (Strecke außer Betrieb) | 0,300                | Abzweigung Akkumulatorenfabrik, später Südast                   | Abzweigung Akkumulatorenfabrik, später Südast                   |
| Bahnübergang (Strecke außer Betrieb) | 0,350                | EK Fußweg Seybel-Steg                                           | EK Fußweg Seybel-Steg                                           |
| Brücke über Wasserlauf (Strecke außer Betrieb) | 0,450                | Mühlbach, bis etwa 1885                                         | Mühlbach, bis etwa 1885                                         |
| Bahnübergang (Strecke außer Betrieb) | 0,460                | EK Seybel-Gasse                                                 | EK Seybel-Gasse                                                 |
| Dienststation / Betriebs- oder Güterbahnhof (Strecke außer Betrieb) | 0,800                | Fracht Gelände Industriegebiet Liesing                          | Fracht Gelände Industriegebiet Liesing                          |
| | 1,500                | Streckenende (ab 1968)                                          | Streckenende (ab 1968)                                          |
| Bahnübergang (Strecke außer Betrieb) | 1,700                | EK Seybel-Gasse/An den Steinfeldern                             | EK Seybel-Gasse/An den Steinfeldern                             |
| Abzweig geradeaus und nach rechts (Strecke außer Betrieb) | 1,800                | Abzweigung Metallwerke Liesing                                  | Abzweigung Metallwerke Liesing                                  |
| Betriebs-/Güterbahnhof Streckenende (Strecke außer Betrieb) | 2,000                | Automobilfabrik Gräf & Stift                                    | Automobilfabrik Gräf & Stift                                    |

Die Schleppbahn Liesing (auch SL, Liesinger Schleppbahn oder Fabriksbahn genannt) war eine Industriebahn im Süden von Wien. Sie wurde ab 1860 betrieben und umfasste in ihrer über 140-jährigen Betriebszeit mit ihren Verzweigungen insgesamt etwa 10 km. Der letzte planmäßige Zug fuhr am 12. Dezember 2003.
Die Bahn war ursprünglich als Anschlussbahn (Fabriksbahn) des Industriebetriebes Wagenmann und Seybel eingerichtet worden. Sie verband dieses Werk mit der Südbahn beim Bahnhof Liesing. Später wurde sie mehrfach erweitert, von verschiedenen Unternehmen benützt und reichte zuletzt im Industriegebiet Liesing bis in die Nähe der späteren U-Bahn-Station Perfektastraße. Die Schleppbahn Liesing hatte nie Personenverkehr. Die Bezeichnung als „Schleppbahn“ wird auf den Sprachgebrauch der österreichischen Eisenbahnbehörden im 19. Jahrhundert zurückgeführt: Als Schleppbahnen wurden damals Werks-, Anschluss-, Industrie- und ähnliche Bahnanlagen bezeichnet, die in öffentliche Bahnen einmündeten.
2013 war die Trasse der aufgelassenen Schleppbahn Thema von Überlegungen zu einem Verkehrskonzept für das Industriegebiet Liesing, welche auch Personenverkehr umfassten.

## Strecke
Die Schleppbahn zweigte von der Südbahn südöstlich des Bahnhofes Liesing ab. Aus dem Gleisanschluss entstanden zwei Äste:
- Der nördliche Ast bildete die Verlängerung der ursprünglichen Fabriksbahn nach Norden. Er versorgte neben dem Gebiet seines Gründungsunternehmens einige Betriebe an der (späteren) Seybelgasse: An seinem Ende lagen die Metallwerke Liesing und die Anlagen der Automobilfabrik Perl, der späteren Gräf & Stift-Werke. Nach seiner Einstellung und teilweisen Abtragung der Gleise wurde kein Prellbock errichtet, sondern nur ein nicht mehr verwendeter Kranschutzwagen am Gleisende aufgestellt.[5] Die Nutzung dieser Strecke ist 1974[6] und 1986[7] durch Bilder dokumentiert.
- Der südliche Ast entstand aus dem Gleisanschluss der Akkumulatorenfabrik VARTA an der Siebenhirtenstraße. Dieses Werk war ab 1924 aus der danach stillgelegten Akkumulatorenfabrik in Hirschwang entstanden.[8] Der Gleisanschluss führte über diese Straße mit einer Auflaufkurve in das Gelände der Fabrik. Er wurde Ende der 1960er-Jahre parallel zur Siebenhirtenstraße weiter nach Osten verlängert. Dieser Gleisast querte die Brunner Straße und führte in das Industriegebiet Liesing zur Perfektastraße. Ihm wurden im östlichen Teil des Werkgebietes von Wagenmann & Seybel (im Gebiet des späteren ORF-Zentrallagers und des Senders Liesing) auch Gleise angeschlossen, die bis zu dessen Einstellung über den nördlichen Ast der Gleisanlagen versorgt worden waren.

Der südliche Ast der Schleppbahn hatte einen Vorgänger: das Anschlussgleis zum „Industriehorst Liesing“. Dabei handelte es sich um den Versuch, in den Jahren ab ca. 1940 das Industriegebiet um Atzgersdorf und östlich von Liesing um Betriebe für Metall- und Holzverarbeitung zu erweitern. Betriebe waren z. B. die Leichtmetallwerke, die Zahnradwerke Hagenmayer, das Carowerk, die Vereinigten Wiener Metallwerke und die Elektron & Co. Diese Betriebe hätten als Zubringerindustrie für die Flugmotorenwerke Ostmark dienen sollen, aber bereits 1942 war man mit Bauten ein Jahr im Rückstand. Auch die Akkumulatorenfabrik, die Akkumulatoren für Elektro(-Untersee-)boote liefern sollte, war ein Teil in diesen Planungen. Diese Pläne hingen u. a. damit zusammen, dass das Gebiet von Wien während des Zweiten Weltkrieges bis 1944 von Bombenflugzeugen nicht erreichbar war, womit auch die Rüstungsbetriebe dieses Gebiets vorläufig noch geschützt waren. Das Gebiet östlich der Brunner Straße wurde dafür mit einem Anschlussgleis Richtung Bahnhof Liesing versehen, wo es im westlichen Teil der Siebenhirtenstraße in das Anschlussgleis der Akkumulatorenfabrik zur Schleppbahn mündete. Die Stadt Wien hatte sich in einem Vertrag verpflichtet, die Aufschließungsarbeiten zu erbringen. Das Gleis zum Industriehorst wurde in den Nachkriegsjahren abgetragen. Der Anschluss der Akkumulatorenfabrik blieb bestehen. Die weiter nach Osten führende Trasse parallel zur Siebenhirtenstraße lag bis in die Mitte der 1960er-Jahre brach, danach wurde auf ihr der südliche Ast der Schleppbahn geführt. Auch die bis dahin jahrelang weitgehend unbenutzten und verwachsenen Verschubgleise parallel zur Südbahn wurden in diesem Zusammenhang erneuert. Als Betreiber dieses Anschlusses und Mitglied des Konsortiums der Betriebe des Industriehorstes bestand die „Liesinger Industriebahn Gen. m. b. H.“, die Liquidation dieser Genossenschaft  dauerte bis 1957.
Es gab in späteren Jahren Überlegungen, den Gleisanschluss für das Gebiet östlich der Brunner Straße über niederösterreichisches Gebiet zu führen. Dies scheiterte daran, dass einerseits vom Land Niederösterreich keine Bereitschaft zu Grundabtretungen bestand, andererseits Wien keine Gleisanlagen im fremden Bundesland einrichten wollte.
Die Schleppbahn war aus dem Frachtenbahnhof Liesing nicht in direkter Fahrt, sondern nur über eine Spitzkehre erreichbar, die ein Stürzen der Züge erforderte. Dafür und für das Rangieren von Waggons waren parallel zu den Gleisen der Südbahn weitere Geleise verlegt, die bis über die Ketzergasse in die Nähe des (damaligen) Haltestellengebäudes der ersten Haltestelle Perchtoldsdorf reichten. Diese Gleise wurden zur Anschlussbahn gerechnet. Die dort eingelangten Züge der Schleppbahn wurden danach in den Frachtenbahnhof Liesing gezogen, welcher nördlich des Bahnhofsgebäudes von Liesing lag.
Die Schleppbahn Liesing besaß keine eigenen Grundstücke. Ihre Abzweigung vom Bahnhof Liesing, das Stammgleis, gehörte auf einige 100 m, bis zur Querung der Seybelgasse (der früheren Einfahrt in das Chemiewerk Wagenmann & Seybel), zu den Grundstücken der Südbahn. Ab dort lagen die Gleise der Schleppbahn auf den Straßen und Betriebsgrundstücken des Industriegebietes, hauptsächlich zunächst im Bereich des Chemiewerkes Wagenmann & Seybel und der Siebenhirtenstraße.
Eine direkte Gleisverbindung zur Kaltenleutgebner Bahn, die wenige Hundert Meter südlich der Einmündung der Schleppbahn Liesing von der Südbahn abzweigte, wäre theoretisch möglich gewesen, war aber nicht vorhanden (dafür wäre es notwendig gewesen, die stark befahrenen Gleise der Südbahn zu kreuzen). Züge, die von der Schleppbahn auf die Kaltenleutgebner Bahn übergingen (z. B. die Transporte der Straßenbahnwagen, siehe unten), hatten damit im Bahnhof Liesing mehrfache zick-zack-Fahrten abzuwickeln. Eine Schienenverbindung zu den Anschlussgleisen an der Strecke der Badner Bahn in Inzersdorf, (hauptsächlich dem sogenannten „Anschlussgleis Terranova“ der Saint-Gobain Weber Terranova GmbH), die ungefähr 800 m nördlich des Gleisendes der Schleppbahn Liesing lagen, gab es nicht. Die Anschlussbahn, die im Westen des Bahnhofs Liesing zur Brauerei Liesing führte, gehörte ebenfalls nicht zur Schleppbahn.

## Organisation und Betrieb
Organisatorische Grundlage der Schleppbahn Liesing war ursprünglich ein Vertrag der teilnehmenden Unternehmen. Später wurde dafür eine GmbH gegründet, die „Schleppbahn Liesing Betriebsgesellschaft“. Der Bahnbetrieb beruhte weitgehend auf Grundbuchseintragungen über gegenseitige Nutzungsrechte (Servitute) bei jenen Grundstücken, auf denen die Gleise lagen: Einerseits waren im Grundbuch Rechte der jeweiligen Grundeigentümer auf Benützung der Bahn eingetragen, auch soweit die Bahn auf Grundstücken anderer Eigentümer (Unternehmen) lag, andererseits waren diese Eigentümer verpflichtet, die Benutzung der Geleise auf ihrem Grundstück durch andere Unternehmen zu dulden. Dass die ersten dieser Grundbuchseintragungen aus dem Jahr 1885 stammen, hat nichts mit der Gründung der Bahn zu tun, sondern hängt mit der Einführung der Grundbücher in dieser Zeit zusammen, bei welcher auch alle bestehenden Rechte an Grundstücken gesammelt und (erstmals) eingetragen wurden.
1920 beteiligte sich die HIAG (Holzverkohlungs-Industrie AG, ein Unternehmen zur Herstellung organischer Grundstoffchemikalien) an der Bahn, bis 1929 kamen die Metallwerke Liesing, die Automobilfabrik Perl und die G. Roth AG dazu (Gräf & Stift). Während des 2. Weltkrieges verkaufte die damalige Eigentümerin Donau-Chemie eine Reihe von Liegenschaften an andere Unternehmen, die ebenfalls Kunden der Schleppbahn wurden, so die Linde-Reidinger, die Schnorch-Werke (ELIN), Rudolf Geburth's Erben, Niesser Wärmetechnik und die Johann Fröhlich AG.
1961 stand zur Diskussion, für die Bahntransporte im Bereich der Schleppbahn statt eines Anschlussgleises eine Verkehrsverbindung durch Straßenroller zu organisieren. Man rechnete mit ca. 10 Waggons pro Arbeitstag, was sich als schwer leistbar herausstellte. Es setzte sich die Wiener Stadtplanung mit dem Vorschlag eines Gleisbaus durch, aus dem der spätere Südast der Schleppbahn entstand. Grundlage dafür wurde der Wiener Flächenwidmungsplan 1962.
1966 löste die Donau Chemie den Gesellschaftsvertrag aus dem Jahr 1944 auf, dieser Betrieb zog sich in weiterer Folge auf den östlichen Teil des früheren großen Werksgeländes zurück. Der Bahnbetrieb wurde auf Grundlage eines neuen Vertrages durch die Unternehmen Bruno Bischof, Boschan, Gräf & Stift, HIAG und dem Straßenbauunternehmen STUAG, einem Vorgänger der STRABAG, übernommen. Damit begann das Ende des nördlichen Astes der Schleppbahn, der in den Jahren danach eingestellt wurde.
Ab 1. Oktober 1970 wurde der Betrieb auf der Schleppbahn im südlichen Ast mit der von den Wiener Gaswerken erworbenen Diesellokomotive LDH 420 auf Basis eines Betriebsführungsvertrages durch die Österreichischen Bundesbahnen geführt, den damals noch verbleibenden Verkehr im nördlichen Ast besorgten die bereits vorhandenen kleineren Lokomotiven (einschließlich des Breuer-Lokotraktors) weiter.
Der südliche Ast wurde bis 2003 verwendet, seine Gleise in den Jahren danach abgetragen. Die Gleise im Bereich der Kreuzung Perfektastraße – Liesinger-Flur-Gasse wurden erst 2007 abgebaut.
Die Schleppbahn hatte keine Signalanlagen. Straßenüberquerungen wurden vor der Zugfahrt jeweils durch Mitarbeiter mit Fahnen gesichert. Nur an der Kreuzung mit der Brunner Straße bestand in den letzten Jahren des Betriebes am Südast (nach einem Ausbau der Straße, die ab den 1970er-Jahren die Funktion eines Autobahnzubringers zur Autobahn A 21 erhalten hatte) eine Absicherung durch Lichtsignale, die vor der Zugsüberquerung händisch eingeschaltet wurden. Die Einmündung der Schleppbahn in die Südbahn befand sich im Sichtbereich des südlichen Stellwerks des Bahnhofs Liesing, welches am damaligen Bahnübergang der Franz-Parsche-Gasse lag.
Rechtlich wurde die Schleppbahn nicht eingestellt, lediglich der Personalbereitstellungsvertrag mit den ÖBB wurde beendet. Es gab Versuche, die Bahn weiter zu erhalten, dies scheiterte an den komplizierten Besitzverhältnissen ihrer Trasse. Ausschlaggebend für das Ende des Betriebes war letztlich der starke Umsatzrückgang des Frachtaufkommens, der hauptsächlich durch die Auflassung des Lagers des VOEST Stahlwarenhandels bedingt war.

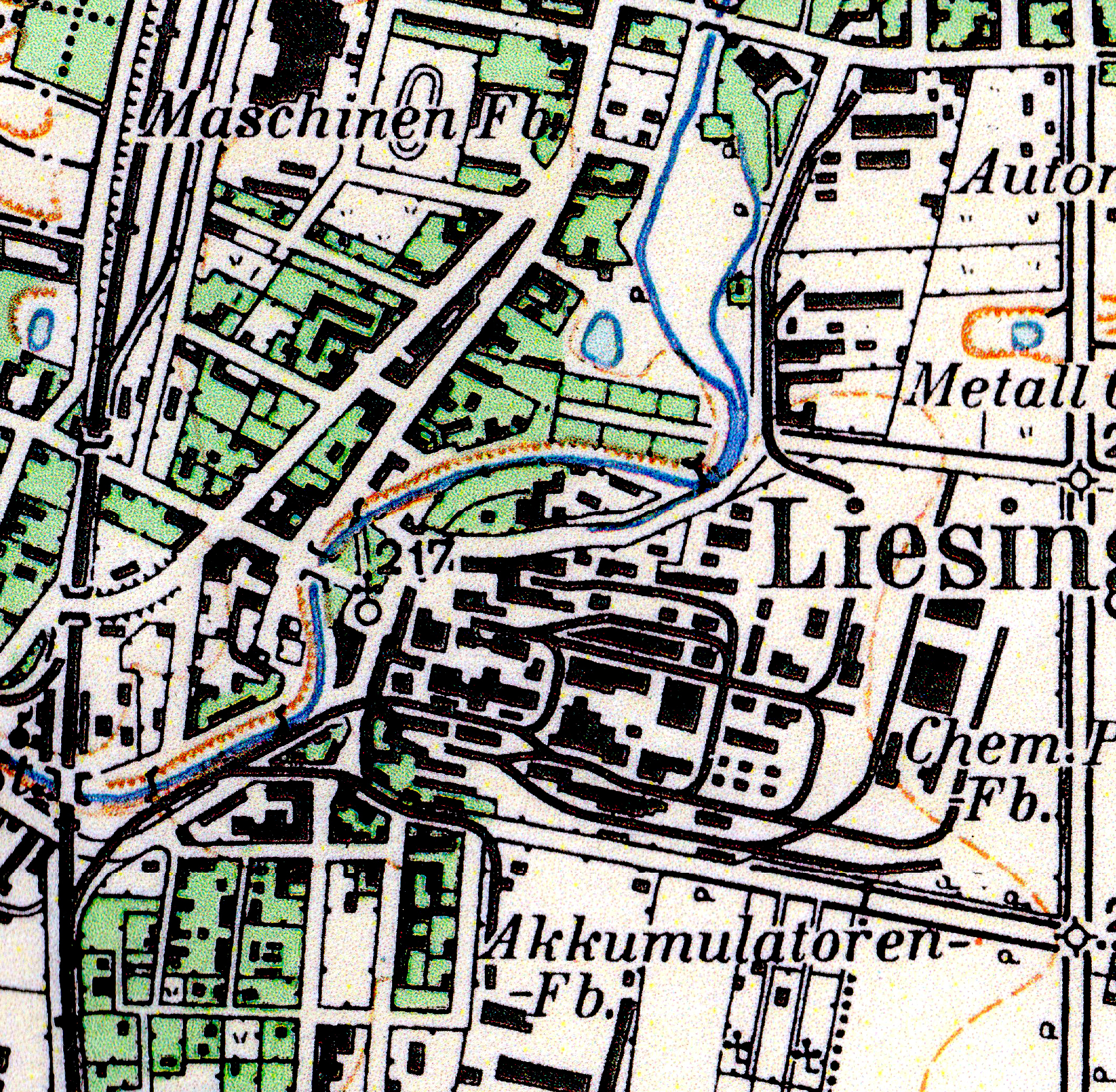
Gleisverlauf in der chemischen Fabrik Wagenmann & Seybel und nördlicher Ast der Schleppbahn, um 1935

## Verwendung
Die Bahn hatte allein für das Werk von Wagenmann und Seybel umfangreichen Güterverkehr zu bewältigen. Im Jahr 1911 wurden als Hauptprodukte jährlich im Durchschnitt 1800 (Eisenbahn-)Waggons (damaliger Größe bzw. Fassungskapazität, z. B. als Säuretopfwagen) an Schwefelsäure, 120 Waggons Salpetersäure, 60 Waggons Weinsteinsäure, 20 Waggons kohlensaures Ammoniak und 90 Waggons Salmiakgeist genannt.
Bis 1977 wurden über die Schleppbahn Liesing Triebwagen und Anhängewagen für das Netz der Wiener Straßenbahn transportiert oder solche Wagen von dort für Umbauten oder Reparaturen übernommen. Diese Waggons wurden von der Firma Gräf & Stift in Atzgersdorf gebaut oder repariert und wurden von dort zunächst über die Schleppbahn Liesing in den Bahnhof Liesing und danach von Liesing über die Kaltenleutgebner Bahn zum Bahnhof Rodaun zu einer Umsetzanlage in das Netz der Wiener Straßenbahn gezogen. Diese Umsetzanlage war mit einem Portalkran versehen und 1946 für diese Zwecke errichtet worden. Die Straßenbahnwagen hatten zwar die gleiche Spurweite wie die Eisenbahn, wegen der unterschiedlichen Radreifen mussten die Fahrzeuge aber dennoch auf Rollböcken geführt werden.
Ein weiterer größerer Kunde der Bahn war die Akkumulatorenfabrik-AG AFA, die späteren Varta-Werke in der Siebenhirtenstraße. Dieses Werk wurde über eine Abzweigung von der ursprünglichen Strecke bedient, aus diesem Gleisanschluss entwickelte sich später der südliche Ast der Schleppbahn Liesing.
Die Bahn hatte in den 1990er-Jahren jährlich rund 160.000 bis 220.000 Tonnen Fracht befördert, dieser Wert sank später auf ungefähr 100.000 t und lag 2002 bereits unter 50.000 t.

## Lokomotiven

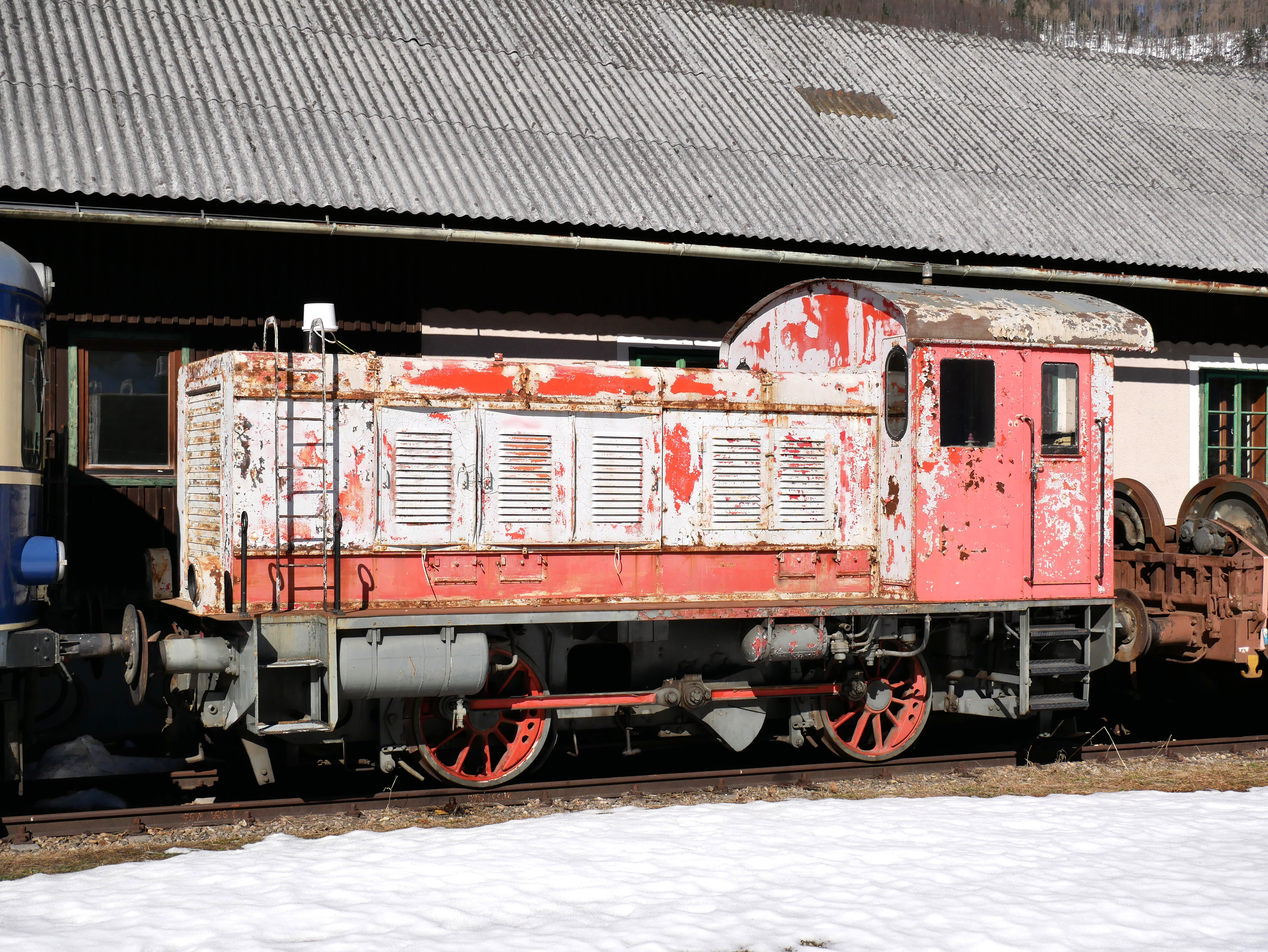
Deutz 27306, ex ÖBB 2061.01, abgestellt im Bahnhof St. Aegyd am Neuwalde (2019)

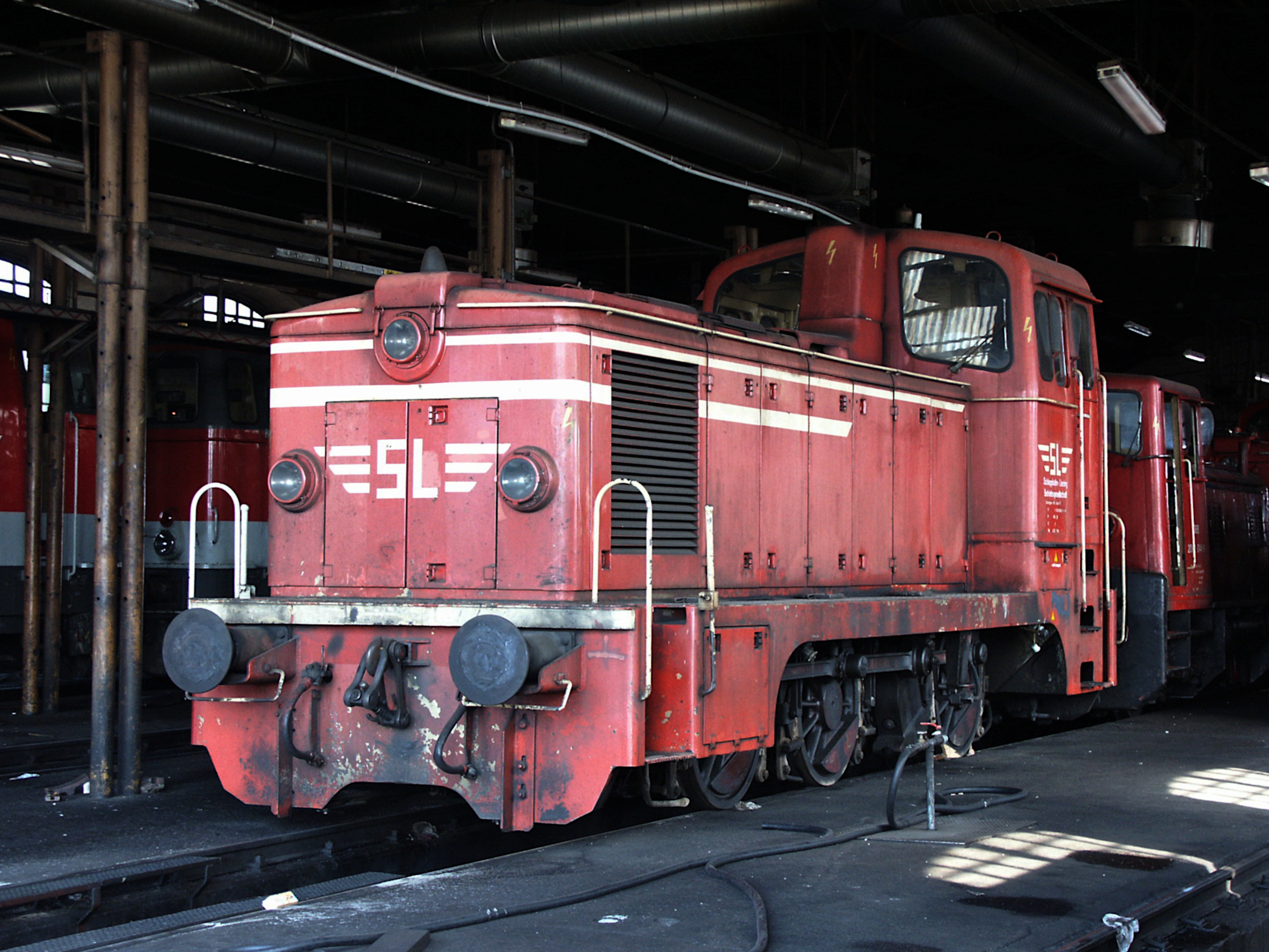
Die LDH 420 in der Zugförderung Wien Ost (August 2003)

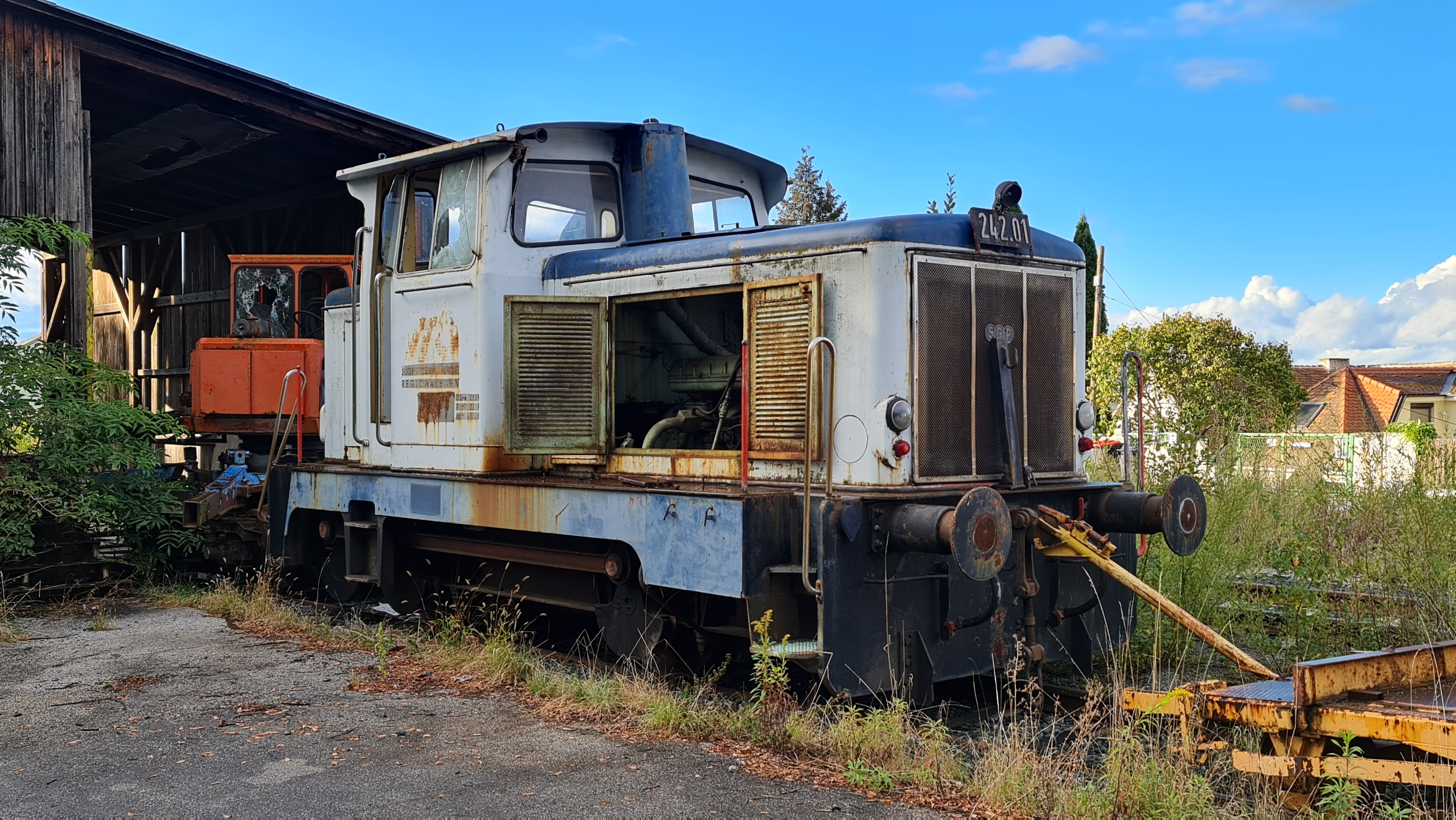
Die ehemalige 242.01 der Schleppbahn Liesing, abgestellt in Großpetersdorf (September 2020)

Auf der Schleppbahn waren meist ältere Lokomotiven eingesetzt, die gebraucht von anderen Bahnen übernommen wurden. Eine für diese Bahn dokumentierte Lokomotive ist als Eigentum von Wagenmann & Seybel publiziert. Für andere Maschinen sind als Eigentümer nahestehende  Unternehmen (Metallwerke Liesing) oder Rechtsnachfolger (Donau Chemie) genannt. Die Lokomotiven wurden anfangs von speziell geschultem Personal der anliegenden Betriebe (die meist zur Unternehmensgruppe Wagenmann & Seybel gehörten) gefahren, in den späteren Jahrzehnten bis zur Einstellung von Mitarbeitern der ÖBB, die auf der Grundlage eines Personalbeistellungsvertrages arbeiteten.
Charakteristisch für die älteren Lokomotiven, die den Nordast der Schleppbahn zu bedienen hatten, waren die übergroßen Pufferteller. Sie wurden wegen des starken Ausschwenkens der gezogenen Wagen an den Lokomotiven montiert, um ein Verhaken der Puffer in den engen Kurven zu verhindern. Wagen mit längerem Achsstand konnten nur mit Stangen oder Ketten an die Loks gekuppelt werden.
Es sind folgende Lokomotiven im Betrieb der Schleppbahn dokumentiert. Diese Lokomotiven standen weitgehend im Eigentum der Schleppbahn, einige gehörten Betrieben, welche an der Schleppbahn lagen: Einige dieser Lokomotiven wurden von Eisenbahnmuseen erworben, blieben so erhalten und können nach den Regeln dieser Museen besichtigt werden.
- Dampfspeicherlokomotive von Orenstein & Koppel, Baujahr 1917, Fabrikationsnummer 8194, Eigentum von Wagenmann & Seybel, verwendet ab 1917, 2001 zum Museum Fahrzeug-Technik-Luftfahrt MVT in Lauffen bei Bad Ischl.[37][38]
- Dampflokomotive der StEG, Baujahr 1889, Fabrikationsnummer 2091, Eigentum der Metallhütte Liesing, verwendet ab 1920.
- Lokomotive 11 der Dampftramway-Gesellschaft vormals Krauss & Comp., Baujahr 1886, Fabrikationsnummer 1482, Eigentum der Donau Chemie, ursprünglich betrieben auf der südlichen Strecke der Dampftramway,[39] verwendet bei der Schleppbahn ab ca. 1920 bis 1956 (eine Angabe, wonach diese Lokomotive bereits bei Eröffnung der Schleppbahn vorhanden gewesen wäre,[1] kann zeitlich nicht stimmen). Diese Lokomotive kam 1961 zum Wiener Tramwaymuseum WTM.[37][40]
- Lokomotive 30 der Dampftramway-Gesellschaft vormals Krauss & Comp., Baujahr 1899, Fabrikationsnummer 4142, nach Abschluss der Elektrifizierung der Wiener Dampftramwaystrecken ca. 1920/21 verkauft an die Donau Chemie,[41] danach verwendet bis 1956. Ein Bild aus 1954 zeigt sie vor einem Zug aus Ölwaggons im Bahnhof Liesing.[42]
- Diesellokomotive (umgebaut von einer Erdgaslokomotive) GEBUS DGL 16 (ursprünglich KGL 16[43]), Baujahr 1949, Fabrikationsnummer 509, Eigentum der Donau Chemie, verwendet ab 1956 bis 1966.
- Diesellokomotive von Deutz, ehemalige Wehrmachtslokomotive WR 200 B 14, Baujahr 1940, Fabrikationsnummer 27306;[44] von den United States Forces in Austria (USFA) 1953 übernommen, bei der ÖBB unter der Nummer 2061.01 betrieben, dann Eigentum der STUAG, mit 28. April 1966 übernommen und eingesetzt von 1966 bis 1982, später beim Verband der Eisenbahnfreunde VEF[37] und beim Österreichischen Club für Diesellokgeschichte ÖCG.[45]
- Akkulokomotive von Siemens, Baujahr 1903, Fabrikationsnummer 119, Eigentum Akkumulatorenfabrik AFA, eingesetzt von 1925 bis 1966.
- Diesellokomotive 242.01 von SGP, Baujahr 1962, Fabrikationsnummer 18163, eingesetzt von 1982 bis 1989.[46] Die Lok kam 1989 zur Südburgenländischen Regionalbahn SRB[37] und befand sich 2019 noch im Bahnhof Großpetersdorf dieser ehemaligen Bahn.[47] Die Nummernbezeichnung beruht darauf, dass diese Lokomotive ursprünglich für die VÖEST gebaut worden und in deren Nummernschema eingegliedert war: Lokomotive mit 240 PS, 2 Achsen, 1. Exemplar. Die Lok war schon bei der VÖEST ein Einzelstück, sie hat einen luftgekühlten Motor.
- Lokomotor Breuer V, Baujahr 1950, Fabrikationsnummer 3030, zunächst bei den Wiener Stadtwerken im Kraftwerk Engerthstraße eingesetzt,[48] danach 1968 bis 1987 in Liesing. Dieses Fahrzeug kam später zum Verband der Eisenbahnfreunde (VEF) in Wien-Schwechat.[37][49]
- Diesellokomotive der Jenbacher Werke – JW, Baujahr 1961, Fabrikationsnummer 3.511-028, Eigentum des Konsum-Lagerhauses Liesing, verwendet bis 1996. Die Lokomotive kam 1996 zur Werksbahn der ÖSPAG Wilhelmsburg.[37]
- Diesellokomotive SGP LDH 420 (2067.420), Baujahr 1962, Fabrikationsnummer 18207, eingesetzt von 1970 bis 2002.[50][51] Sie war für die Wiener Gaswerke gebaut worden,[52] aber etwas schwächer (kein aufgeladener Motor, anderes Getriebe, Höchstgeschwindigkeit 55 statt 65 km/h[53]) als die äußerlich gleich aussehenden Lokomotiven der Reihe 2067 der ÖBB.[26] Diese Lokomotive war in der ÖBB-Zugförderung Wien Ost stationiert und wurde mit ÖBB-Personal betrieben.[36] Am Ende ihrer Nutzungszeit wurde sie an den ÖCD verkauft und war ab Oktober 2003 im Heizhaus in St. Aegyd am Neuwalde in Niederösterreich abgestellt.[54] 2017 befand sich noch im Besitz des ÖCD[45], sie trägt die fiktive ÖBB-Nummer 2067.12.
- In der Endphase des Betriebes war die letzte Lokomotive der Schleppbahn, die LDH 420, bereits verkauft. Verbleibende Züge wurden von Lokomotiven der ÖBB (Reihe 2070 oder Reihe 2062) geführt.[2]

Die Schleppbahn Liesing besaß keine eigenen Wagen. Sie transportierte Wagen, die entweder den jeweiligen Unternehmen oder anderen Bahnbetrieben, hauptsächlich den ÖBB, gehörten.

## Planungen nach Auflassung der Schleppbahn
Die Schleppbahntrasse wurde auch nach der Auflassung der Schleppbahn (als Eisenbahnbetrieb) nicht verbaut, allerdings wurden die Schienen weitgehend entfernt. Die Nutzung ihrer Grundflächen war 2013 Teil eines Verkehrskonzepts. Dieses Konzept stellte die Einbeziehung der Trasse in ein schienengebundenes Nahverkehrssystem zur Diskussion, in dessen Rahmen sowohl Personen- als auch Güterverkehr z. B. durch Güterstraßenbahnen denkbar wären, als Beispiel wurden die CarGoTram in Dresden und die Cargotram Zürich genannt. Die Bahn hätte die Südbahn mit der Badner Bahn verbunden, als weitere Phase wurde die Einbindung der Kaltenleutgebner Bahn, eine Verbindung zur Straßenbahnlinie 67 in Favoriten und ein Anschluss an die U-Bahn-Linie 1 erwähnt. Die damit verbundenen Maßnahmen wurden hinsichtlich Nutzen und Effizienz zwar als hoch eingestuft, allerdings ebenso die Kosten, der Realisierungszeitraum war mit „langfristig“ angesetzt.
2015 scheint die Schleppbahn als Teil des bestehenden Schienennetzes in einer Studie zur Verbesserung des Wiener Schnellbahnnetzes auf, die Gleise werden dort zwar in einem Zielgebiet der Stadtentwicklung (Liesing Mitte) ausgewiesen, Maßnahmen zu ihrer Nutzung aber nicht vorgeschlagen.